# Санкт-Петербургская митрополия
Санкт-Петербургская митрополия — митрополия Русской православной церкви, образованная в пределах Санкт-Петербурга и Ленинградской области. Объединяет Выборгскую, Гатчинскую, Санкт-Петербургскую и Тихвинскую епархии.

## История
Начиная с 1783 года, когда архиепископ Гавриил (Петров) был возведён в сан митрополита, понятие «Санкт-Петербургская митрополия» было тождественно понятию Санкт-Петербургская епархия, так как последнюю всегда возглавлял епископ в сане митрополита.
В соответствии с Положением об областных преосвященных от 12 марта 1934 года во исполнение постановления Поместного Собора 1917—1918 годов о митрополичьих округах Временный Патриарший Священный Синод образовал церковные области в составе нескольких епархий, в том числе в границах Ленинградской области была образована митрополия с центром в Ленинграде. Дата упразднения точно неизвестна. Скорее всего это произошло в 1943 году при проведении переустройства епископских кафедр.
12 марта 2013 года решением Священного Синода Русской православной церкви была образована Санкт-Петербургская митрополия, которая объединила новообразованные Выборгскую, Гатчинскую, Тихвинскую и Санкт-Петербургскую епархии, из которой они были выделены.

## Состав митрополии
Митрополия включает в себя 4 епархии.

### Выборгская епархия
Территория — Всеволожский, Выборгский и Приозерский районы Ленинградской области.

### Гатчинская епархия
Территория — Волосовский, Гатчинский, Кингисеппский, Ломоносовский, Лужский, Сланцевский и Тосненский районы Ленинградской области.

### Санкт-Петербургская епархия
Территория — город Санкт-Петербург, а также город Новая Ладога и село Старая Ладога Волховского района Ленинградской области.

### Тихвинская епархия
Территория — Бокситогорский, Волховский (за исключением города Новая Ладога и села Старая Ладога), Киришский, Кировский, Лодейнопольский, Подпорожский, Тихвинский районы Ленинградской области.